# Slavek & Slavko

Slavek & Slavko

Slavek & Slavko là 2 linh vật chính thức của Euro 2012, được chính thức giới thiệu ngày 22 tháng 9 năm 2010.
Tên của chú được ghép từ "Slavek", chữ viết tắt quốc tế của 2 nước, và "Slavko", có nghĩa là số 20 trong nhiều thứ tiếng châu Âu. Có 2 màu đỏ-xanh là màu áo của tuyển Ba Lan & Ukraina.
Ngày sinh của 2 linh vật này trùng với ngày Thanh niên ở Ba Lan & Ukraina. Còn năm 1990 đánh dấu cuộc bầu cử không phân biệt chủng tộc đầu tiên ở 2 đất nước này. Warner Bros là tác giả thiết kế linh vật.
Khẩu hiệu chính thức của Slavek & Slavko là: "Lối chơi của Slavek & Slavko là lối chơi Fair Play. - Slavek & Slavko's game is Fair Play." Khẩu hiệu xuất hiện trên những bảng quảng cáo điện tử của UEFA Euro 2012.